# Groenveld
Groenveld (52° 46′ N, 4° 47′ L) é uma cidade dos Países Baixos, na província de Holanda do Norte. Groenveld pertence ao município de Schagen, e está situada a 11 km, a norte de Heerhugowaard.
A área de Groenveld, que também inclui as partes periféricas da cidade, bem como a zona rural circundante, tem uma população estimada em 190 habitantes.